# Hawaiian Open 1984
L'Hawaiian Open 1984 è stato un torneo di tennis giocato sul cemento. È stata l'11ª edizione del Hawaiian Open, che fa parte del Volvo Grand Prix 1984. Si è giocato a Honolulu negli Stati Uniti, dal 24 al 30 settembre 1984.

## Campioni

### Singolare
Marty Davis ha battuto in finale  David Pate con il punteggio di 6–1, 6–2

### Doppio
Gary Donnelly /  Butch Walts hanno battuto in finale  Mark Dickson /  Mike Leach con il punteggio di 7–6, 6–4